# Lili (funcionari)

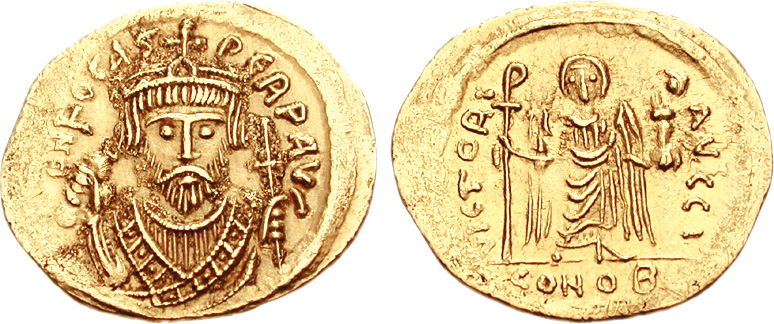
Sòlid de Focas (r. 602–610)

Lilius (en llatí: Lilius o Lillis; en grec medieval: Λίλλις o Λίλιος) va ser un oficial de l'Imperi Romà d'Orient del final del segle VI i començament del segle VII.
És citat per primera vegada en un fragment de Joan d'Antioquia. En el fragment, Alexandre i Lili són enviats com a ambaixadors a l'Emperador Maurici (r. 582–602) a Constantinoble. Eren aparentment representants de Focas i l'exèrcit revoltat a la Tràcia, fent-los així rebels. El 27 de novembre, Lili va ser l'agent enviat per a assassinar Maurici i els seus fills; va tornar amb Focas a l'Hèbdomon amb els seus caps i va anunciar el fet a l'exèrcit. El març/abril de 603, va ser enviat a Pèrsia per anunciar l'ascens de Focas al rei sassànida Còsroes II (r. 590–628). Va ser rebut per Germà a Dara i va continuar cap a Pèrsia, on va ser arrestat mentre el Còsroes II es preparava a la guerra.